# Либоховице
Либоховице (на чешки: Libochovice; на немски: Libochowitz) е град в северозападната част на Чехия.

## История
Първите потвърдени данни за населеното място са от 1292 г.

## География
Разположен е в окръг Литомержице на Устецкия край, като по-голямата част на града е на левия бряг на река Охрже. Височината над морското равнище е 166 m, а площта – 15,64 km².

## Население
Население по данни от януари 2012 г. е 3603 души. Динамика на броя на населението по години:
| Година    | 1970 | 1980 | 1991 | 2001 | 2003 |
| --------- | ---- | ---- | ---- | ---- | ---- |
| Население | 3328 | 3512 | 3648 | 3677 | 3627 |

## Известни жители
В града е роден чешкият биолог и физиолог Ян Евангелиста Пуркине.

## Галерия
- Железопътната гара
- Замъкът Либоховице